# Augusto Ferrari
Augusto Ferrari, per esteso Augusto Cesare Ferrari (San Possidonio, 31 agosto 1871 – Buenos Aires, 1970), è stato un architetto, pittore e fotografo italiano.

## Biografia

### In Europa
Seguì gli studi da architetto nell'Università di Genova e nel 1892 iniziò i suoi studi di pittura di stili antichi e moderni presso l'Accademia Albertina di Torino, ove lavorò fino alla metà del 1914.
Fu un prestigioso ritrattista della nobiltà italiana.
Dipinse panorami di dimensioni fino a 1500 m²
Fu uno degli autori, insieme al suo maestro Giacomo Grosso del Panorama dell'Assedio di Torino del 1906 e del Panorama della Battaglia di Maipú (di 124 m di lunghezza e 15 m di altezza) nel 1909 e che partecipó al centenario di Buenos Aires nel 1910.
Inoltre nel 1908 dipinse il Panorama di Messina distrutta, riferito al Terremoto di Messina del 1908.

### In Sud America
Alla fine dell'anno 1914 andò in Argentina ove si fermò fino al 1922. Tornato in Italia, nel 1926 si trasferì definitivamente in Sud America. 
Nel 1928 a Córdoba diede inizio ai lavori della chiesa dei Cappuccini, da lui progettata, che fu inaugurata inconclusa nel 1933. Nel 1929 presentò un progetto per il Palazzo Municipale di Bell Ville, costruì il Collegio di Nostra Signora della Mercede, la chiesa di Nostra Signora di Huerto (a Caseros e Belgrano) e di quella di San Francisco Solano.
Tra gli anni 1930 e 1938 costruì, di fronte alla piazza oggi chiamata Manuel Belgrano, la chiesa di Villa Allende, sulla base di un'antica cappella in stile neogotico francese e colonne salomoniche, ma l'opera non fu terminata.
Alla fine del 1931 cominciò inoltre la cappella di Unquillo insieme a un complesso di dodici case, tra le quali El Castillo e La Cigarra, El Rancho, La Golondrina.
Nel 1960 fu direttore dell'Opera dell'Abbazia dei Benedettini di Buenos Aires.